# Rättikmusseron
Rättikmusseron (Tricholoma album) är en svampart i familjen Tricholomataceae. Den växer i lövskogar och blandskogar tillsammans med björk. Fruktkropparna uppträder under hösten, ofta i grupper.
Hatten hos unga exemplar är vit och klocklik, men hos äldre exemplar är hatten välvd till utbredd med gulbrunaktig mitt. Bredden på hatten är 6–12 centimeter. Skivorna är ganska tätt sittande, tunna och vita. Till typen är de urnupna. Foten har en höjd på omkring 6–10 centimeter och en diameter på 1,5–2 centimeter. Den är liksom skivorna vit i färgen. Om man tummar på svampen uppträder gråbruna fläckar.
Rättikmusseron har fast och vitt kött med en frän doft och smak, som liksom svampens namn antyder ofta brukar liknas vid rättika. Den är inte ätlig.